# Динамическое трение
Динамическое трение — в астрофизике потеря момента и кинетической энергии движущегося тела вследствие гравитационного взаимодействия с окружающим веществом. Впервые подробно обсуждалось С. Чандрасекаром в 1943 году.

## Интуитивное рассмотрение
Получить интуитивное представление об эффекте можно при рассмотрении движения массивного объекта сквозь облако меньших более лёгких тел. Гравитационное воздействие приводит к тому, что лёгкие тела ускоряются и увеличивают момент и кинетическую энергию. При сохранении энергии и момента можно сделать вывод о том, что тяжёлое тело должно замедляться. Поскольку происходит потеря момента и кинетической энергии, то эффект получил название динамическое трение.
Другим эквивалентным способом рассуждения для данного процесса является рассмотрение движения крупного объекта сквозь облако меньших объектов, при этом гравитационное влияние крупного объекта приводит к движению меньших объектов к нему. Следовательно, возникает повышенная концентрация маленьких объектов вокруг позади крупного тела по мере его движения в пространстве. Данная повышенная концентрация объектов оказывает коллективное гравитационное воздействие на крупный объект, замедляя его.
Конечно, механизм работает по одинаковой схеме для различных масс взаимодействующих тел и для различных относительных скоростей. Однако, хотя наиболее вероятным результатом движения объекта через облако является потеря момента и энергии, как описано выше, но в общем случае возможно как уменьшение, так и увеличение энергии. Траектории, при которых тела могут увеличивать энергию, используются в гравитационных манёврах при пролёте космических аппаратов мимо планет.

## Формула Чандрасекара для динамического трения
Полная формула учёта динамического трения для изменения скорости объекта требует интегрирования по плотности в фазовом пространстве. Формула Чандрасекара имеет вид
{\displaystyle {\frac {d\mathbf {v} _{M}}{dt}}=-16\pi ^{2}\ln \Lambda G^{2}m(M+m){\frac {1}{v_{M}^{3}}}\int _{0}^{v_{M}}v^{2}f(v)dv\mathbf {v} _{M},}
где
- {\displaystyle G} — гравитационная постоянная,
- {\displaystyle M} — рассматриваемая масса,
- {\displaystyle m} — масса каждой звезды в распределении звёзд,
- {\displaystyle {v_{M}}} — скорость рассматриваемого объекта в системе отсчёта, в которой центр притяжения поля вещества изначально находится в состоянии покоя,
- {\displaystyle {\mbox{Ln}}(\Lambda )} — кулоновский логарифм,
- {\displaystyle f(v)} — плотность распределения числа объектов.

### Распределение Максвелла
Частым случаем является система с однородной плотностью распределения вещества, в которой частицы вещества значительно легче, чем рассматриваемые крупные частицы, то есть {\displaystyle M\gg m}, а распределение скоростей частиц удовлетворяет распределению Максвелла
{\displaystyle f(v)={\frac {N}{(2\pi \sigma ^{2})^{3/2}}}e^{-{\frac {v^{2}}{2\sigma ^{2}}}},}
где {\displaystyle N} показывает полное число звёзд, {\displaystyle \sigma } обозначает дисперсию. В таком случае динамическое трение представляется формулой
{\displaystyle {\frac {d\mathbf {v} _{M}}{dt}}=-{\frac {4\pi \ln(\Lambda )G^{2}\rho M}{v_{M}^{3}}}\left[\mathrm {erf} (X)-{\frac {2X}{\sqrt {\pi }}}e^{-X^{2}}\right]\mathbf {v} _{M},}
где
- {\displaystyle X=v_{M}/({\sqrt {2}}\sigma )} равно отношению скорости рассматриваемого объекта к модальной скорости распределения Максвелла,
- {\displaystyle \mathrm {erf} (X)} — функция ошибок.
- {\displaystyle \rho =mN} — плотность поля вещества.

В общем случае упрощённое уравнение для силы динамического трения имеет вид
{\displaystyle F_{dyn}\approx C{\frac {G^{2}M^{2}\rho }{v_{M}^{2}}},}
где безразмерный множитель {\displaystyle C} зависит от того, как {\displaystyle v_{M}} соотносится с дисперсией скоростей окружающего вещества.

## Плотность окружающего вещества
Чем выше плотность окружающего вещества, тем больше сила динамического трения. Аналогичным образом, сила пропорциональна квадрату массы объекта. Один из сомножителей возникает из силы тяготения между объектом и потоком объектов за ним. Второй сомножитель возникает, поскольку чем массивнее объект, тем больше объектов попадёт в поток за ним. Сила также обратно пропорциональна квадрату скорости; это означает, что относительная доля потери энергии быстро уменьшается при возрастании скорости. Динамическое трение, таким образом, несущественно для объектов с релятивистскими скоростями, таких как фотоны. Чем быстрее объект движется сквозь среду, тем меньше времени имеется для возникновения потока объектов за ним.

## Применения
Динамическое трение особенно важно при формировании планетных систем и взаимодействии между галактиками.

### Протопланеты
При формировании планетных систем динамическое трение между протопланетой и протопланетным диском приводит к переносу энергии от протопланеты к диску, что служит причиной миграции планет к центру системы.

### Галактики
При взаимодействии галактик при столкновениях динамическое трение приводит к тому, что вещество падает к центру галактики, а орбиты звёзд становятся более хаотичными. Данный процесс называется бурной релаксацией (англ. violent relaxation), в результате неё спиральные галактики могут сливаться с образованием эллиптической галактики.

### Скопления галактик
Влияние динамического трения объясняет, почему наиболее яркие (более массивные) галактики часто обнаруживаются вблизи центра скопления галактик. Парные столкновения замедляют галактику, влияние трения возрастает с ростом массы галактики. По мере потери галактикой кинетической энергии она движется к центру скопления. Однако наблюдаемая дисперсия скоростей галактик внутри скоплений не зависит от массы галактик. Объяснение состоит в том, что скопление галактик подвержено бурной релаксации, которая приводит дисперсию скоростей к величине, не зависящей от массы галактики.

### Фотоны
Фриц Цвикки в 1929 году предположил, что гравитационное влияние на фотоны можно использовать для объяснения космологического красного смещения в форме усталости света. Однако его анализ содержал математическую ошибку, при этом полученная им аппроксимация величины эффекта должна быть близкой к нулю, на что в том же году указал Артур Эддингтон. Цвикки признал необходимость внесения коррекции, хотя и продолжал надеяться, что более полное рассмотрение сможет показать необходимый результат.
В настоящее время известно, что влияние динамического трения на фотоны или другие частицы, двигающиеся с релятивистскими скоростями, пренебрежимо мало, поскольку величина воздействия обратно пропорциональна квадрату скорости. Космологическое красное смещение считается следствием расширения Вселенной.